# Darwin-Ohrhöcker

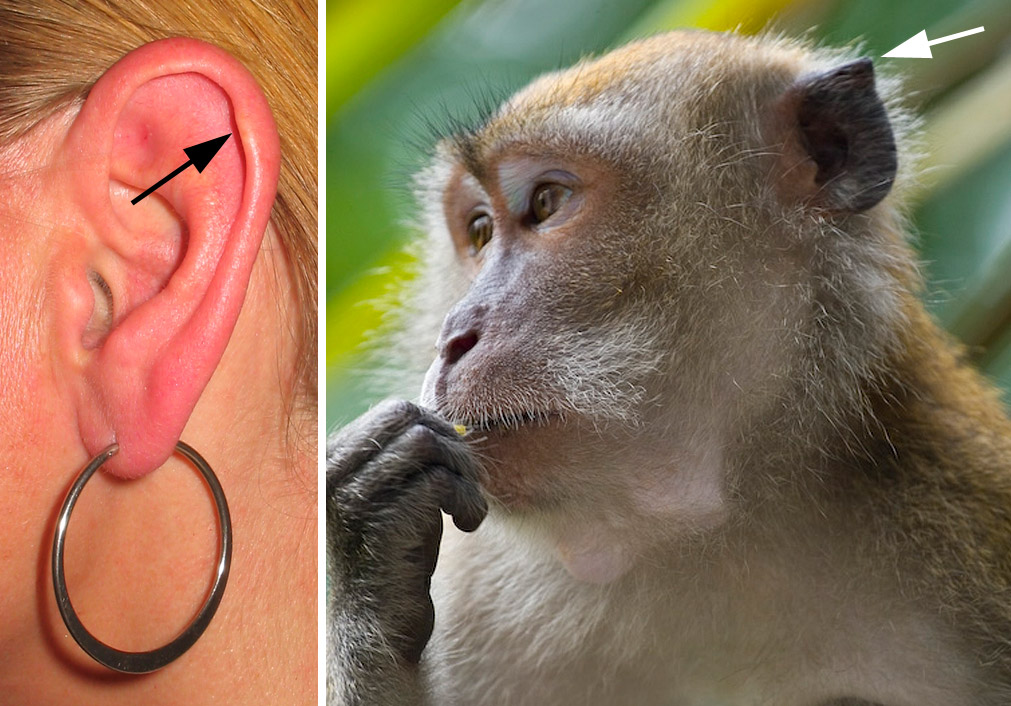
Links: der Punkt, auf den der Pfeil zeigt, ist ein Darwin-Ohrhöcker. Rechts: Ein homologer Punkt bei einem Javaneraffen.

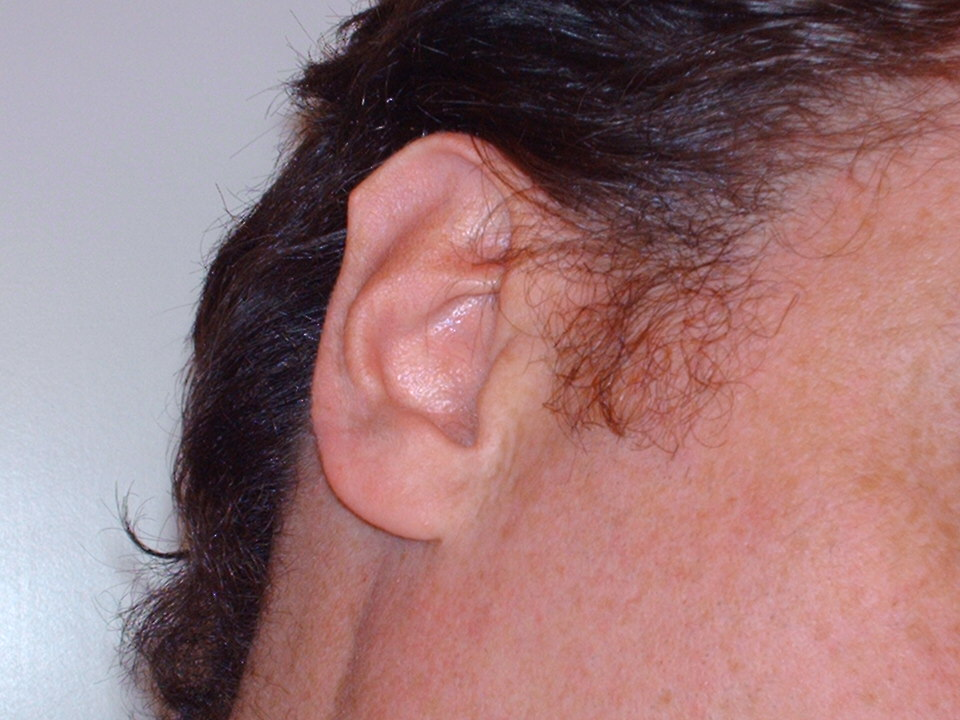
Darwinscher Ohrhöcker

Der Darwin-Ohrhöcker, darwinsche Ohrhöcker oder Darwinhöcker ist ein Knorpelfortsatz am Außenrand der Ohrmuschel des Menschen. In einer Studie in Spanien wurde er bei 56 von 539 Probanden vorgefunden.
Der nach Charles Darwin benannte Ohrhöcker wurde von ihm als evolutionäres Überbleibsel des vormals spitzen Säugetierohres gedeutet und wird daher als Atavismus oder Rudiment angesehen. Obwohl nach Darwin benannt, wurde er zuerst vom britischen Bildhauer Thomas Woolner beschrieben.